# Sadio Mané
Sadio Mané (Sédhiou, 10. travnja 1992.) senegalski je profesionalni nogometaš koji igra na mjestu napadača za Al Nassr te za senegalsku nogometnu reprezentaciju. Poznat po agresivnom, napadačkom stilu igre, driblingu i brzini, Manéa se smatra jednim od najboljih svjetskih nogometaša i jednim od najvećih afričkih igrača svih vremena. 
Svoju je profesionalnu karijeru u dobi od 19 godina Mané započeo u francuskoj drugoj ligi (Ligue 2) u klubu Metz, ali se već nakon samo jedne sezone, 2012. godine, priključio austrijskom Red Bull Salzburgu u koji je stigao za četiri milijuna eura. S klubom je osvojio ligu i kup u sezoni 2013./14. U ljeto 2014. godine za tada rekordan klupski iznos od 11,8 milijuna funti Mané je prešao u engleski premierligaški klub Southampton. Igrajući u Southamptonu, Mané je postavio novi rekord Premier lige postigavši najbrži hat-trick u povijesti natjecanja (tri zgoditka u samo 176 sekundi) u utakmici protiv Aston Ville 2015. godine koja je završila ukupnim rezultatom 6:1. 
Godine 2016. Mané je potpisao ugovor s Liverpoolom za procijenjeni iznos od 34 milijuna funti. S klubom je 2018. i 2019. godine stigao do finala Lige prvaka, a potonje je i osvojio. U sezoni 2018./19. bio je najbolji strijelac Premier lige te osvojio nagradu Zlatna kopačka. Sezonu iza toga bio je dijelom momčadi Liverpoola koja je nakon 30 godina osvojila Premier ligu. U listopadu 2021. godine postigao je svoj jubilarni 100. pogodak u natjecanju čime je postao trećim nogometašem podrijetlom iz Afrike kojem je to uspjelo. U godišnjim izborima za najboljeg nogometaša 2019. i 2022. godine, Mané je završio na četvrtom i drugom mjestu, a 2019. i 2020. godine u FIFA-inom izboru za najboljeg igrača osvojio je peto odnosno četvrto mjesto. 
Za senegalsku reprezentaciju Mané je debitirao 2012. godine te do danas postigao 34 pogotka u 93 nastupa. Trenutno je najbolji strijelac svoje države svih vremena, a po broju sveukupnih nastupa za reprezentaciju nalazi se na trećem mjestu. Sa Senegalom je do sada nastupao na Olimpijskim igrama 2012. godine te na Afričkom kupu nacija 2015., 2017., 2019. i 2021. godine. Na istom natjecanju održanom 2019. godine Mané je bio dijelom sastava koji je završio na drugom mjestu, a godinu dana kasnije proglašen je najboljim afričkim nogometašem godine. U finalu Afričkog kupa nacija 2021. godine Mané je postigao pobjednički jedanaesterac čime je Senegal po prvi puta osvojio to natjecanje, a on je također proglašen najboljim igračem turnira. Godine 2022. po drugi puta proglašen je najboljim afričkim nogometašem godine. Isto tako Mané je sa Senegalom igrao na FIFA-inom svjetskom prvenstvu održanom 2018. godine u Rusiji što je bilo drugo prvenstvo takve vrste na koje se Senegal kvalificirao u svojoj povijesti. Mane se na ljeto 2023. pridružio Al Nassru te time postao suigrač hrvatskog reprezentativca Marcela Brozovića i Portugalca Cristiana Ronalda.

## Rani život
Mané je rođen u gradu Sédhiou u Senegalu. Živio je s ujakom jer su njegovi roditelji imali puno djece te nisu imali dovoljno novca za osnovne potrebe. "Moji roditelji nikada nisu imali novca da me pošalju u školu", izjavio je Mané, pa nastavio: "Svako jutro i večer išao bih igrati nogomet s mojim prijateljem. Kada sam bio mlad, jedina stvar na koju sam mislio bila je engleska Premier liga. Samo Premier liga. To je bio moj veliki san." 
"Otkad sam imao 2 ili 3 godine, sjećam se da bih uvijek bio s loptom. Vidio bih ostalu djecu kako igraju nogomet pa bih im se pridružio. Tako sam započeo – samo na cestama. Kada sam postao stariji, išao bih gledati utakmice, pogotovo kada bi reprezentacija igrala. Htio sam vidjeti svoje heroje i zamisliti da sam poput njih."
Manéova najveća inspiracija bila je na Svjetskom prvenstvu 2002. godine kada je Senegal došao do četvrtfinala. Na prvoj utakmici prvenstva uspjeli su pobijediti Francusku te je ta pobjeda bila čudo koje Mané nikada nije zaboravio. Postao je dio malih dječaka koji su nogomet počeli shvaćati ozbiljno.
"Nakon Svjetskog prvenstva, moji prijatelji i ja započeli smo turnir u selu. Postao sam sve odlučniji da postanem najbolji i da pobijedim svaku utakmicu protiv mojih prijatelja. Svi bi mi rekli kako sam najbolji, no moja obitelj nije bila nogometna. Oni su bili veliki vjernici i htjeli su da radim nešto drugo. Kada su vidjeli da mi je san jedino nogomet, i u glavi i u srcu, počeo sam ih nagovarati, pogotovo moga ujaka da iz sela odem u obližnji grad da naučim više prije odlaska u Dakar, glavni grad moje zemlje.", izjavio je Mané. Njegova obitelj prvo to nije prihvaćala, no kada su shvatili da mu je nogomet najveći san, pomogli su mu.
"Moj ujak mi je bio najveća pomoć, no ne jedini na početku. Svi iz sela su mi pomagali. Kad sam otišao u Dakar, otišao sam živjeti s obitelji koju uopće nisam znao. Ponudio sam im malo novca te sam im rekao zašto sam došao... Brinuli su se o meni i dali sve od sebe da se brinem samo o nogometu."
Mané je sljedeći dan posjetio najpopularniji klub u gradu.
"Kada sam došao tamo sljedeći dan, vidio sam puno dječaka kako odlaze na testiranje za ulazak u klub. Ovo nikad neću zaboraviti, sada je smiješno, no kada sam se otišao testirati, vidio sam starijeg čovjeka koji me pogledao kao da sam na krivome mjestu. Pitao me jesam li se došao testirati, a ja sam rekao da jesam. Začudio se te je rekao da su moje kopačke stare i loše te da nemam hlače za nogomet. Rekao sam mu kako sam došao najbolje kako sam mogao te da samo želim zaigrati. Kada sam došao na teren, mogli ste vidjeti koliko je bio iznenađen. Došao je k meni i rekao kako ću igrati u njegovoj ekipi. Nakon testiranja, otišao sam u obližnju akademiju."
Mané je u toj akademiji zabio čak 131 pogodak u 90 nastupa, i to u samo 2 sezone. Neki francuski skauti došli su u Dakar kako bi vidjeli najsiromašniju djecu koja imaju puno talenta. Odabranu djecu poslali su u francusku ligu. Vidjeli su mladoga Sadia kako igra nogomet. Saznali su da je on najsiromašniji od svih, ali kako ima najviše talenta. Skauti su iskoristili nogomet kako bi njega i njegovu obitelj spasili od siromaštva. Manéa su poslali u akademiju Génération Foot. Skauti su ga zatim poslali u francuski klub FC Metz. Počeo je igrati profesionalan nogomet u dobi od 15 godina.

## Klupska karijera

### Metz
Dana 14. siječnja 2012. godine prvi put je nastupao za Metz kao zamjena za Kévina Diaza u porazu od 0:1 protiv Bastie. U svojoj prvoj sezoni u ligi postigao je 19 nastupa te je zabio odličan gol protiv Guingampa u porazu od 2:5.

### Red Bull Salzburg
Dana 31. kolovoza 2012. godine Mané je otišao u austrijski klub Red Bull Salzburg za cijenu od oko 4 miljuna eura.
Svoj prvi hat-trick postigao je u pobjedi od 1:3 protiv Kalsdorfa u Austrijskom kupu.
Dana 27. listopada 2013. godine postigao je svoj prvi hat-trick u austrijskoj Bundesligi protiv Grödiga u pobjedi od 0:3.

### Southampton
Dana 1. rujna 2014. godine otišao je u Southampton za cijenu od 10 milijuna funti.
Dana 23. rujna 2014. godine prvi put je nastupio za Southampton u EFL kupu u pobjedi od 2:1 protiv Arsenala, dok je prvi put u Premiershipu nastupao 27. rujna u pobjedi od 2:1 protiv Queens Park Rangersa, uz asistenciju.
Prvi pogodak za klub zabio je u pobjedi od 1:0 protiv Stoke Citya.
Dana 16. svibnja 2015. godine postigao je najbrži hat-trick u Premiershipu u pobjedi od 6:1 protiv Aston Ville. Zabio je hat-trick u 2 minute i 56 sekunde. Od 1994. godine do tog trenutka Robbie Fowler je držao taj rekord. Fowler je protiv Arsenala postigao hat-trick u 4 minute i 33 sekunde.
Sezonu 2015./16. otvorio je upisivanjem 2 asistencije u trećoj kvalifikacijskoj rundi Europske lige protiv Vitessea kod kuće. U drugoj utakmici protiv Vitessea postigao je pogodak te je Southampton prošao rundu rezultatom 5:0.
Protiv Liverpoola 2. prosinca 2015. godine zabio je u 39. sekundi, no Southampton je izgubio 1:6 u četvrtfinalu EFL kupa.
Mané nije zabio pogodak sljedeća 4 mjeseca, no zabio je 2 pogotka u pobjedi 3:2 protiv Liverpoola (u toj utakmici gubili su 0:2). Mané je 1. svibnja zabio je 3 zgoditka protiv Manchester Cityja u pobjedi 4:2. Završio je sezonu kao najbolji strijelac Southamptona uz 15 pogodaka u svim natjecanjima.

### Liverpool
Dana 28. lipnja 2016. godine otišao je u Liverpool za cijenu od 34 milijuna funti uz petogodišnji ugovor, što ga je učinilo najskupljim afričkim igračem u to vrijeme.
Dana 20. travnja 2017. godine Mané je imenovan u PFA ekipu godine (Team of the Year) nakon što je postigao 13 pogodaka u prvoj sezoni u Liverpoolu. Dana 9. svibnja 2017. godine imenovan je za najboljeg igrača Liverpoola sezone 2016./17.
U prvoj utakmici sezone 2017./18. 12. kolovoza 2017. godine protiv Watforda zabio je prvi pogodak Liverpoola u sezoni. Završilo je 3:3.
Dana 14. veljače 2018. godine zabio je svoj prvi hat-trick za Liverpool u pobjedi od 0:5 protiv Porta u osmini finala Lige prvaka.
Dana 14. travnja 2018. godine zabio je pogodak u pobjedi od 3:0 protiv Bournemoutha te je postao Senegalac koji je zabio najviše pogodaka u povijesti Premiershipa.
Mané je zabio pogodak u finalu Lige prvaka gdje je Liverpool izgubio 3:1 protiv Real Madrida te je postao prvi Senegalac koji je zabio u finalu UEFA Lige prvaka ikada.
Na kraju sezone 2018./19. imao je 22 postignutih pogodaka te je dijelio Zlatnu kopačku sa suigračem Mohamedom Salahom i Arsenalovim Pierreom-Emerickom Aubameyangom. Dana 1. lipnja 2019. godine, u finalu Lige prvaka, pomogao je izboriti jedanaesterac koji je Salah zabio, te je Liverpool slavio 2:0 protiv Tottenhama te tako osvojio svoj šesti naslov Lige prvaka.
Dana 14. kolovoza 2019. godine, u UEFA Superkupu Liverpool je igrao protiv Chelseaja. Mané je dvaput zabio te je Liverpool pobijedio 5:4 nakon jedanaesteraca te je bio proglašen igračem utakmice.
Dana 21. listopada 2019. godine imenovan je u popis 30 nominiranih igrača za osvajanje Zlatne lopte, te je završio na četvrtom mjestu, iza Lionela Messija, suigrača Virgila van Dijka i Cristiana Ronalda.
Dana 7. siječnja 2020. godine imenovan je za Afričkog nogometaša godine te je postao tek drugi Senegalac nakon El Hadjija Dioufa koji je osvojio nagradu. Sezonu 2019./20. završio je sa zlatnom medaljom Premiershipa oko vrata jer je Liverpool osvojio titulu, ujedno i svoju prvu titulu od osnutka Premier lige 1992. godine.
Sezonu 2020./21. Mané je otvorio postizanjem 2 pogotka u pobjedi od 0:2 protiv Chelseaja.

## Reprezentativna karijera
Sadio Mané bio je dio Senegalske U-23 momčadi na OI 2012. godine Došli su do četvrtfinala gdje su izgubili od Meksika 4:2.
Nije bio dio momčadi na Afričkom kupu nacija 2015. godine zbog ozljede u utakmici u kojoj je Southampton slavio 2–0 protiv Arsenala. Kasnije se vratio u momčad te odigrao 2 posljednje utakmice u skupini protiv Južne Afrike i Alžira. Senegal je završio treći i ispao iz natjecanja.
Sudjelovao je u Afričkom kupu nacija 2017. godine. Senegal je prošao u četvrtfinale, no izgubio je od Kameruna.
Mané je bio pozvan na Svjetsko prvenstvo u Rusiji 2018. godine. Zabio je prvi gol u utakmici protiv Japana. Završilo je 2:2. Senegal je završio treći u skupini te tako ispao s natjecanja.
Bio je pozvan na Afrički kup nacija 2019. godine gdje je zabio 2 gola i promašio jedanaesterac u pobjedi 3:0 protiv Kenije. Senegal je završio drugi u skupini. Zabio je jedini gol te ponovno promašio jedanaesterac u pobjedi od 1:0 protiv Ugande. Senegal je u finalu izgubio 1:0 od Alžira, no Mané je imenovan u ekipu turnira.

## Osobni život
Sadio Mané kao dijete išao je za nogometnom karijerom, bez obzira na to što mu je otac zabranjivao da igra nogomet. Prije svake utakmice moli dua molitvu (molitva za zahtjev).

## Statistike

### Klupska karijera
Ažurirano 18. travnja 2021.
| Sezona                       | Klub                         | Nastupi | Golovi |
| ---------------------------- | ---------------------------- | ------- | ------ |
| 2011./12.                    | FC Metz                      | 19      | 1      |
| 2012./13.                    | FC Metz                      | 4       | 1      |
| 2012./13.                    | Red Bull Salzburg            | 29      | 19     |
| 2013./14.                    | Red Bull Salzburg            | 50      | 23     |
| 2014./15.                    | Red Bull Salzburg            | 8       | 3      |
| 2014./15.                    | Southampton                  | 32      | 10     |
| 2015./16.                    | Southampton                  | 43      | 15     |
| 2016./17.                    | Liverpool                    | 29      | 13     |
| 2017./18.                    | Liverpool                    | 44      | 20     |
| 2018./19.                    | Liverpool                    | 50      | 26     |
| 2019./20.                    | Liverpool                    | 47      | 22     |
| 2020./21.                    | Liverpool                    | 41      | 12     |
| Ukupan broj nastupa i golova | Ukupan broj nastupa i golova | 396     | 165    |

### Reprezentativna karijera
Ažurirano 16. srpnja 2025.
| Država  | Godina | Nastupi | Golovi |
| ------- | ------ | ------- | ------ |
| Senegal | 2012.  | 6       | 2      |
| Senegal | 2013.  | 7       | 1      |
| Senegal | 2014.  | 9       | 3      |
| Senegal | 2015.  | 9       | 3      |
| Senegal | 2016.  | 7       | 1      |
| Senegal | 2017.  | 9       | 3      |
| Senegal | 2018.  | 9       | 1      |
| Senegal | 2019.  | 11      | 4      |
| Senegal | 2020.  | 2       | 2      |
| Senegal | 2021.  | 9       | 5      |
| Senegal | 2022.  | 13      | 8      |
| Senegal | 2023.  | 8       | 6      |
| Senegal | 2024.  | 12      | 6      |
| Senegal | 2025.  | 2       | 0      |
| Ukupno  | Ukupno | 113     | 45     |